# Makoto Kakegawa
Makoto Kakegawa (Saitama, 23 mei 1973) is een voormalig Japans voetballer.

## Carrière
Makoto Kakegawa speelde tussen 1996 en 2009 voor Bellmare Hiratsuka, Vissel Kobe en Shimizu S-Pulse.